# 2017-es U21-es labdarúgó-Európa-bajnokság
A 2017-es U21-es labdarúgó-Európa-bajnokságot Lengyelországban rendezték. Ez volt az U21-es Európa-bajnokság 21. kiírása. (A 24., ha az U23-as korszakot is ideszámítjuk) Lengyelországot az UEFA Végrehajtó Bizottsága 2015. január 26-án, a svájci Nyonban tartott ülésén nevezte meg házigazdaként. A tornára 2017. június 16-a és 30-a közt kerül sor. A részvételre az 1994. január-je után született játékosok jogosultak.
Az UEFA 2012 márciusában döntött úgy, hogy a U21-es korosztály kontinensviadalára 2016-tól két évente, a páros években kerül sor. Ezt az elhatározását a kontinentális szövetség 2013 szeptemberében a tagországok kérésére visszavonta, a tornák továbbra is a páratlan években kerülnek megrendezésre. 2014. január 24-én az UEFA azt is bejelentette, hogy a 2017-es tornától a részt vevő csapatok létszámát megemeli 12-re. A tornát a német korosztályos válogatott nyerte, miután a döntőben 1–0 arányban legyőzte a spanyol csapatot.

## Helyszínek
A Lengyel labdarúgó-szövetség 2016. június 7-én jelölte ki a torna hat helyszínéül szolgáló várost és stadiont.
| Nyitómeccs és A csoport  | A csoport                | B csoport                |
| ------------------------ | ------------------------ | ------------------------ |
| Lublin                   | Kielce                   | Gdynia                   |
| Lublin Aréna             | Kolporter Aréna          | Stadion GOSiR            |
| Befogadóképesség: 15,500 | Befogadóképesség: 15,500 | Befogadóképesség: 15,139 |
|                          |                          |                          |

| B csoport                 | C csoport, elődöntő és döntő | C csoport és elődöntő    |  |
| Bydgoszcz                 | Krakkó                       | Tychy                    |  |
| Kompleks Sportowy Zawisza | Stadion Cracovia             | Stadion Miejski          |  |
| Befogadóképesség: 20,247  | Befogadóképesség: 15,016     | Befogadóképesség: 15,300 |  |
|                           |                              |                          |  |

## Selejtezők
Összesen 53 UEFA nemzet nevezett a torna selejtezőire (Gibraltár nem indult), Lengyelország válogatottja pedig automatikus résztvevő lett, a többi 52 csapat pedig kvalifikációs versenyen mérte össze tudását, hogy a fennmaradó 11 helyet megszerezzék. A selejtezősorozat 2015 márciusában kezdődött és 2016 novemberében ért véget, valamint két fordulóból állt:
Selejtező csoport szakasz: Az 52 csapatot kilenc csoportba osztották - hét hatcsapatos és két ötcsapatos kvartettbe. Minden csoport tagjai oda-vissza vágós rendszerben mérkőztek egymással. A kilenc csoportgyőztes automatikusan kijutott a tornára, míg a legjobb négy második helyezett a play-offban vehetett részt.
Rájátszás: A négy csapatot párba sorsolták és oda-vissza vágós rendszerben eldöntötték, kié legyen a maradó két Európa-bajnoki részvételi jog.

### Résztvevők
| Csapat        | Kvalifikáció módja     | Kvalifikáció dátuma | Eddigi részvételek száma | Legutóbbi részvétel | Legjobb eredmény                           |
| ------------- | ---------------------- | ------------------- | ------------------------ | ------------------- | ------------------------------------------ |
| Lengyelország | Házigazda              | 2015. január 26.    | 6                        | 1994                | Negyeddöntő (1982, 1984, 1986, 1992, 1994) |
| Portugália    | A 4. csoport győztese  | 2016. szeptember 6. | 8                        | 2015                | Döntő (1994, 2015)                         |
| Dánia         | Az 5. csoport győztese | 2016. szeptember 6. | 7                        | 2015                | Elődöntő (1992, 2015)                      |
| Anglia        | A 9. csoport győztese  | 2016. október 6.    | 14                       | 2015                | Győztes (1982, 1984)                       |
| Szlovákia     | A 8. csoport győztese  | 2016. október 6.    | 2                        | 2000                | Elődöntő (2000)                            |
| Németország   | A 7. csoport győztese  | 2016. október 7.    | 11                       | 2015                | Győztes (2009)                             |
| Csehország    | Az 1. csoport győztese | 2016. október 7.    | 13                       | 2015                | Győztes (2002)                             |
| Svédország    | A 6. csoport győztese  | 2016. október 10.   | 8                        | 2015                | Győztes (2015)                             |
| Olaszország   | A 2. csoport győztese  | 2016. október 11.   | 19                       | 2015                | Győztes (1992, 1994, 1996, 2000, 2004)     |
| Macedónia     | A 3. csoport győztese  | 2016. október 11.   | —                        | —                   | Újonc                                      |
| Spanyolország | Play-off győztes       | 2016. november 15.  | 13                       | 2013                | Győztes (1986, 1998, 2011, 2013)           |
| Szerbia       | Play-off győztes       | 2016. november 15.  | 10                       | 2015                | Győztes (1978)                             |

## Játékvezetők
2017 februárjában az UEFA kijelölte a tornán közreműködő játékvezetők névsorát.
| Ország        | Játékvezető       | 1. számú asszisztens   | 2. számú asszisztens  | 3. számú asszisztens    | 4. számú asszisztens  |
| ------------- | ----------------- | ---------------------- | --------------------- | ----------------------- | --------------------- |
| Ausztria      | Harald Lechner    | Andreas Heidenreich    | Maximilian Kolbitsch  | Alexander Harkam        | Julian Weinberger     |
| Spanyolország | Jesús Gil Manzano | Ángel Nevado Rodríguez | Diego Berbero Sevilla | Carlos del Cerro Grande | Juan Martínez Munuera |
| Franciaország | Benoît Bastien    | Hicham Zakrani         | Frédéric Haquette     | Benoît Millot           | Jérôme Miguelgorry    |
| Németország   | Tobias Stieler    | Rafael Foltyn          | Jan Seidel            | Daniel Siebert          | Benjamin Brand        |
| Litvánia      | Gediminas Mažeika | Vytautas Šimkus        | Vytenis Kazlauskas    | Donatas Rumšas          | Robertas Valikonis    |
| Hollandia     | Serdar Gözübüyük  | Bas van Dongen         | Joost van Zuilen      | Dennis Higler           | Jeroen Manschot       |
| Skócia        | Bobby Madden      | David McGeachie        | Alastair Mather       | Andrew Dallas           | Donald Robertson      |
| Szlovákia     | Ivan Kružliak     | Tomáš Somoláni         | Branislav Hancko      | Peter Kráľovič          | Filip Glova           |
| Szlovénia     | Slavko Vinčić     | Tomaž Klančnik         | Andraž Kovačič        | Rade Obrenović          | Roberto Ponis         |

- Tartalék játékvezetők:

| Ország        | Név              |
| ------------- | ---------------- |
| Lengyelország | Marcin Borkowski |
| Oroszország   | Igor Demeshko    |
| Izrael        | Roy Hassan       |
| Lengyelország | Michał Obukowicz |

## Közvetítési jogok
- Kanada: TSN/RDS
- Chile: Telecanal
- Ecuador: RedTeleSistema
- Macedónia: TV Nova, Arena Sport
- Paraguay: SNT, Paravisión (spanyolul), LaTele (spanyolul)
- Bulgária: Diema Sport és Diema Sport 2.
- Egyesült Királyság: Sky Sports

## Csoportkör
A csoportok győztesei és a legjobb második helyezett az elődöntőbe jutott.
Sorrend meghatározása a csoportokban
A csapatokat a pontok száma alapján rangsorolják (3 pont jár a győzelemért, 1 a döntetlenért, 0 pont a vereséget követően).
Az Európa-bajnokság csoportjaiban ha két vagy több csapat a csoportmérkőzések után azonos pontszámmal állt, akkor a következő pontok alapján állapították meg a sorrendet:
1. Több szerzett pont az azonosan álló csapatok közötti mérkőzéseken;
2. Jobb gólkülönbség az azonosan álló csapatok közötti mérkőzéseken;
3. Több szerzett gól az azonosan álló csapatok közötti mérkőzéseken;
4. Ha az 1–3. pontok alapján a sorrend nem dönthető el, akkor az 1–3. pontokat újra kell alkalmazni kizárólag a továbbra is azonosan álló csapatok között játszott mérkőzésekre. Ha továbbra sem dönthető el a sorrend, akkor az 5–9. pontokat kell alkalmazni;
5. Jobb gólkülönbség az összes csoportmérkőzésen;
6. Több szerzett gól az összes csoportmérkőzésen;
7. Ha két csapat a felsorolt első hat pont alapján holtversenyben állt úgy, hogy az utolsó csoportmérkőzést egymás ellen játszották (azaz az utolsó csoportmérkőzés, amelyet egymás ellen lejátszottak, döntetlen lett, és a pontszámuk, összesített gólkülönbségük, az összes szerzett góljuk száma is azonos) és nincs harmadik csapat, amely velük azonos pontszámmal állt, akkor közöttük büntetőrúgások döntenek a sorrendről;
8. büntetőpontok (piros lap: –3 pont, sárga lap: –1 pont, két sárga lapot követő piros lap: –3 pont);
9. Jobb UEFA-együttható.

### A csoport
| Hely. | Csapat            | M | Gy | D | V | G+ | G– | Gk | P | Továbbjutás                                |
| ----- | ----------------- | - | -- | - | - | -- | -- | -- | - | ------------------------------------------ |
| 1.    | Anglia            | 3 | 2  | 1 | 0 | 5  | 1  | +4 | 7 | Továbbjutott az egyenes kieséses szakaszba |
| 2.    | Szlovákia         | 3 | 2  | 0 | 1 | 6  | 3  | +3 | 6 |                                            |
| 3.    | Svédország        | 3 | 0  | 2 | 1 | 2  | 5  | −3 | 2 |                                            |
| 4.    | Lengyelország (R) | 3 | 0  | 1 | 2 | 3  | 7  | −4 | 1 |                                            |

| 2017. június 16. 18:00 |

| Svédország | 0–0         | Anglia |
| ---------- | ----------- | ------ |
|            | Jegyzőkönyv |        |

| Kolporter Aréna, Kielce Nézőszám: 11 672 Játékvezető: Tobias Stieler (német) |

| 2017. június 16. 20:45 |

| Lengyelország | 1–2               | Szlovákia                |
| ------------- | ----------------- | ------------------------ |
| Lipski 1'     | (0–0) Jegyzőkönyv | Valjent 20' Šafranko 78' |

| Lublin Aréna, Lublin Nézőszám: 14 911 Játékvezető: Serdar Gözübüyük (holland) |

| 2017. június 19. 18:00 |

| Szlovákia  | 1–2               | Anglia                 |
| ---------- | ----------------- | ---------------------- |
| Chrien 23' | (1–0) Jegyzőkönyv | Mawson 50' Redmond 61' |

| Kolporter Aréna, Kielce Nézőszám: 12 087 Játékvezető: Gediminas Mažeika (litván) |

| 2017. június 19. 20:45 |

| Lengyelország                       | 2–2               | Svédország                     |
| ----------------------------------- | ----------------- | ------------------------------ |
| Moneta 6' Kownacki 90+1' (11-esből) | (1–2) Jegyzőkönyv | Strandberg 36' Une Larsson 41' |

| Lublin Aréna, Lublin Nézőszám: 14 651 Játékvezető: Slavko Vinčić (szlovén) |

| 2017. június 22. 20:45 |

| Anglia                                  | 3–0               | Lengyelország |
| --------------------------------------- | ----------------- | ------------- |
| Gray 6' Murphy 69' Baker 82' (11-esből) | (1–0) Jegyzőkönyv |               |

| Kolporter Aréna, Kielce Nézőszám: 13 176 Játékvezető: Harald Lechner (osztrák) |

| 2017. június 22. 20:45 |

| Szlovákia                       | 3–0               | Svédország |
| ------------------------------- | ----------------- | ---------- |
| Chrien 5' Mihalík 22' Šatka 73' | (2–0) Jegyzőkönyv |            |

| Lublin Aréna, Lublin Nézőszám: 11 203 Játékvezető: Jesús Gil Manzano (spanyol) |

### B csoport
| Hely. | Csapat        | M | Gy | D | V | G+ | G– | Gk | P | Továbbjutás                                |
| ----- | ------------- | - | -- | - | - | -- | -- | -- | - | ------------------------------------------ |
| 1.    | Spanyolország | 3 | 3  | 0 | 0 | 9  | 1  | +8 | 9 | Továbbjutott az egyenes kieséses szakaszba |
| 2.    | Portugália    | 3 | 2  | 0 | 1 | 7  | 5  | +2 | 6 |                                            |
| 3.    | Szerbia       | 3 | 0  | 1 | 2 | 2  | 5  | −3 | 1 |                                            |
| 4.    | Macedónia     | 3 | 0  | 1 | 2 | 4  | 11 | −7 | 1 |                                            |

| 2017. június 17. 18:00 |

| Portugália               | 2–0               | Szerbia |
| ------------------------ | ----------------- | ------- |
| Guedes 37' Fernandes 88' | (1–0) Jegyzőkönyv |         |

| Kompleks Sportowy Zawisza, Bydgoszcz Nézőszám: 10 724 Játékvezető: Benoît Bastien (francia) |

| 2017. június 17. 20:45 |

| Spanyolország                                        | 5–0               | Macedónia |
| ---------------------------------------------------- | ----------------- | --------- |
| Saúl 10' Asensio 16' 54' 72' Deulofeu 35' (11-esből) | (3–0) Jegyzőkönyv |           |

| Stadion GOSiR, Gdynia Nézőszám: 8269 Játékvezető: Harald Lechner (osztrák) |

| 2017. június 20. 18:00 |

| Szerbia                    | 2–2               | Macedónia                          |
| -------------------------- | ----------------- | ---------------------------------- |
| Gaćinović 24' Đurđević 90' | (1–0) Jegyzőkönyv | Bardhi 64' (11-esből) Gjorgjev 83' |

| Kompleks Sportowy Zawisza, Bydgoszcz Nézőszám: 5121 Játékvezető: Bobby Madden (skót) |

| 2017. június 20. 20:45 |

| Portugália | 1–3               | Spanyolország                      |
| ---------- | ----------------- | ---------------------------------- |
| Bruma 77'  | (0–1) Jegyzőkönyv | Saúl 21' Sandro 65' Williams 90+3' |

| Stadion GOSiR, Gdynia Nézőszám: 13 832 Játékvezető: Tobias Stieler (német) |

| 2017. június 23. 20:45 |

| Macedónia               | 2–4               | Portugália                                     |
| ----------------------- | ----------------- | ---------------------------------------------- |
| Bardhi 40' Markoski 80' | (1–2) Jegyzőkönyv | Edgar Ié 2' Bruma 22' 90+1' Daniel Podence 57' |

| Stadion GOSiR, Gdynia Nézőszám: 7 533 Játékvezető: Ivan Kružliak (szlovák) |

| 2017. június 23. 20:45 |

| Szerbia | 0–1               | Spanyolország    |
| ------- | ----------------- | ---------------- |
|         | (0–1) Jegyzőkönyv | Denis Suárez 38' |

| Kompleks Sportowy Zawisza, Bydgoszcz Nézőszám: 12 058 Játékvezető: Gediminas Mažeika (litván) |

### C csoport
| Hely. | Csapat      | M | Gy | D | V | G+ | G– | Gk | P | Továbbjutás                                |
| ----- | ----------- | - | -- | - | - | -- | -- | -- | - | ------------------------------------------ |
| 1.    | Olaszország | 3 | 2  | 0 | 1 | 4  | 3  | +1 | 6 | Továbbjutott az egyenes kieséses szakaszba |
| 2.    | Németország | 3 | 2  | 0 | 1 | 5  | 1  | +4 | 6 | Továbbjutott az egyenes kieséses szakaszba |
| 3.    | Dánia       | 3 | 1  | 0 | 2 | 4  | 7  | −3 | 3 |                                            |
| 4.    | Csehország  | 3 | 1  | 0 | 2 | 5  | 7  | −2 | 3 |                                            |

| 2017. június 18. 18:00 |

| Németország          | 2–0               | Csehország |
| -------------------- | ----------------- | ---------- |
| Meyer 44' Gnabry 50' | (1–0) Jegyzőkönyv |            |

| Stadion Miejski, Tychy Nézőszám: 14 051 Játékvezető: Jesús Gil Manzano (spanyol) |

| 2017. június 18. 20:45 |

| Dánia | 0–2               | Olaszország                |
| ----- | ----------------- | -------------------------- |
|       | (0–0) Jegyzőkönyv | Pellegrini 54' Petagna 86' |

| Stadion Cracovia, Krakkó Nézőszám: 8754 Játékvezető: Ivan Kružliak (szlovák) |

| 2017. június 21. 18:00 |

| Csehország                         | 3–1               | Olaszország |
| ---------------------------------- | ----------------- | ----------- |
| Trávník 24' Havlík 79' Lüftner 85' | (1–0) Jegyzőkönyv | Berardi 70' |

| Stadion Miejski, Tychy Nézőszám: 13 251 Játékvezető: Benoît Bastien (francia) |

| 2017. június 21. 20:45 |

| Németország                   | 3–0               | Dánia |
| ----------------------------- | ----------------- | ----- |
| Selke 53' Kempf 73' Amiri 79' | (0–0) Jegyzőkönyv |       |

| Stadion Cracovia, Krakkó Nézőszám: 9298 Játékvezető: Serdar Gözübüyük (holland) |

| 2017. június 24. 20:45 |

| Olaszország      | 1–0               | Németország |
| ---------------- | ----------------- | ----------- |
| Bernardeschi 31' | (1–0) Jegyzőkönyv |             |

| Stadion Cracovia, Krakkó Nézőszám: 14 039 Játékvezető: Slavko Vinčić (szlovén) |

| 2017. június 24. 20:45 |

| Csehország           | 2–4               | Dánia                                           |
| -------------------- | ----------------- | ----------------------------------------------- |
| Schick 27' Chorý 54' | (1–2) Jegyzőkönyv | L. Andersen 23' Zohore 35' 73' Ingvartsen 90+1' |

| Stadion Miejski, Tychy Nézőszám: 9 047 Játékvezető: Bobby Madden (skót) |

### Csoport másodikok sorrendje
| Hely. | Cs | Csapat      | M | Gy | D | V | G+ | G– | Gk | P | Továbbjutás                                |
| ----- | -- | ----------- | - | -- | - | - | -- | -- | -- | - | ------------------------------------------ |
| 1.    | C  | Németország | 3 | 2  | 0 | 1 | 5  | 1  | +4 | 6 | Továbbjutott az egyenes kieséses szakaszba |
| 2.    | A  | Szlovákia   | 3 | 2  | 0 | 1 | 6  | 3  | +3 | 6 |                                            |
| 3.    | B  | Portugália  | 3 | 2  | 0 | 1 | 7  | 5  | +2 | 6 |                                            |

## Egyenes kieséses szakasz
Döntetlen esetén hosszabbítás majd tizenegyes párbaj döntött, az UEFA 2016. május 2-án úgy határozott, hogy a hosszabbításban egy negyedik csere indokolt bevetésére is lehetőség volt.
|  |            |               |               |               |   |             |             |       |
|  | Elődöntők  | Elődöntők     | Elődöntők     |               |   | Döntő       | Döntő       | Döntő |
|  | Elődöntők  | Elődöntők     | Elődöntők     |               |   | Döntő       | Döntő       | Döntő |
|  | június 27. |               |               |               |   |             |             |       |
|  |            |               |               |               |   |             |             |       |
|  | A1         | Anglia        | 2 (3)         |               |   |             |             |       |
|  | A1         | Anglia        | 2 (3)         | június 30.    |   |             |             |       |
|  | BC2/C1     | Németország   | 2 (4)         |               |   |             |             |       |
|  | BC2/C1     | Németország   | 2 (4)         |               |   | Németország | Németország | 1     |
|  | június 27. |               |               |               |   | Németország | Németország | 1     |
|  |            |               | Spanyolország | Spanyolország | 0 |             |             |       |
|  | B1         | Spanyolország | Spanyolország | Spanyolország | 0 | 3           |             |       |
|  | B1         | Spanyolország |               |               |   |             |             |       |
|  | A2/C1      | Olaszország   | 1             |               |   |             |             |       |
|  | A2/C1      | Olaszország   | 1             |               |   |             |             |       |
|  |            |               |               |               |   |             |             |       |

### Elődöntők
| 2017. június 27. 18:00 |

| Anglia                                     | 2–2 (h. u.)                 | Németország                         |
| ------------------------------------------ | --------------------------- | ----------------------------------- |
| Gray 41' Abraham 50'                       | (1–1, 2–2, 2–2) Jegyzőkönyv | Selke 35' Platte 70'                |
| Büntetőpárbaj                              |                             |                                     |
| Baker Abraham Chilwell Ward-Prowse Redmond | 3–4                         | Arnold Gerhardt Philipp Meyer Amiri |

| Stadion Miejski, Tychy Játékvezető: Gediminas Mažeika (litván) |

| 2017. június 27. 21:00 |

| Spanyolország    | 3–1               | Olaszország      |
| ---------------- | ----------------- | ---------------- |
| Saúl 53' 65' 74' | (0–0) Jegyzőkönyv | Bernardeschi 62' |

| Stadion Cracovia, Krakkó Játékvezető: Slavko Vinčić (szlovén) |

### Döntő
| 2017. június 30. 20:45 |

| Németország | 1–0               | Spanyolország |
| ----------- | ----------------- | ------------- |
| Weiser 40'  | (1–0) Jegyzőkönyv |               |

| Stadion Cracovia, Krakkó Játékvezető: Benoît Bastien (francia) |

| A 2017-es U21-es labdarúgó-Európa-bajnokság győztese |
| ---------------------------------------------------- |
| · Németország · 2. cím                               |

## Gólszerzők
5 gól
- Saúl

3 gól
- Bruma
- Marco Asensio

2 gól
- Kenneth Zohore
- Demarai Gray
- Davie Selke
- Enis Bardhi
- Martin Chrien
- Federico Bernardeschi

1 gól
- Tomáš Chorý
- Marek Havlík
- Michael Lüftner
- Patrik Schick
- Michal Trávník
- Lucas Andersen
- Marcus Ingvartsen
- Tammy Abraham
- Lewis Baker
- Alfie Mawson
- Jacob Murphy
- Nathan Redmond
- Nadiem Amiri
- Serge Gnabry
- Marc-Oliver Kempf
- Max Meyer
- Felix Platte
- Mitchell Weiser
- Domenico Berardi
- Lorenzo Pellegrini
- Andrea Petagna
- Nikola Gjorgjev
- Kire Markoski
- Dawid Kownacki
- Patryk Lipski
- Łukasz Moneta
- Bruno Fernandes
- Gonçalo Guedes
- Edgar Ié
- Daniel Podence
- Uroš Đurđević
- Mijat Gaćinović
- Jaroslav Mihalík
- Pavol Šafranko
- Ľubo Šatka
- Martin Valjent
- Gerard Deulofeu
- Sandro
- Iñaki Williams
- Denis Suárez
- Jacob Une Larsson
- Carlos Strandberg

## Külső hivatkozások
- Hivatalos honlap
- 2017 finals: Poland, UEFA.com
- UEFA Under-21 Championship Poland 2017 tournament website (lengyelül) (angolul)